# Хетепхерес ІІ
Хетепхерес ІІ (народилася прибл. 2600 р. до н. е.) — цариця Стародавнього Єгипту часів 4-ї династії.

## Біографія
| Htp · t · p | Hr · r | s |

| Htp · t · p | Hr · r | s |

### Народження і сім'я
Цариця Хетепхерес ІІ, можливо, була одним із найдовше живучих членів королівської родини Четвертої династії Єгипту, яка існувала з бл. 2723—2563 до н. е. Вона була донькою Хеопса і народилася або під час правління свого діда Снофру, або в перші роки правління свого батька. Її назвали на честь її бабусі, Хетепхерес I, і у неї була тітка на ім'я Хетепхерес А. Фрагмент титулатури, знайденої в гробниці Мерітітіс I, може вказувати на те, що вона була матір'ю Хетепхерес ІІ.
Титули Хетепхерес ІІ
- Донька царя Верхнього та Нижнього Єгипту Хуфу (zat-nesut-biti-Khufu, zꜣt nswt bjtj ḫw.f-wj)
- Улюблена дочка царя його тіла (zat-nesut-khetef-meretef, zꜣt nswt ẖt.f mrt.f)
- Царська дочка (zat-nesut, zꜣt nswt)
- Дружина царя (hemet-nesut, ḥmt nswt)
- Дружина царя, його кохана (hemet-nesut-meretef, ḥmt nswt mrt.f)
- Спостерігачка Гора та Сета, (maat-hor-setesh, mꜣꜣt ḥr — stš)
- Послідовниця Гора (xt ḥr)
- Близька Гору (Tist ḥr)
- Супутниця Гора (semer[et]-hor, smr[t] ḥr)
- Дружина того, хто є коханим Двох Дам (semayet-meret-nebti, s mꜣy t mry nbtj)
- Велика улюблена (wrt Hts)
- Контролерка м'ясників акацієвого дому (kherep-seshem-shendjet, ḫrp sšm[tyw] šn ḏt)
- Жриця Тота (hemet-netjer-djehuti, ḥmt-nṯr ḏḥwtj)
- Жриця Бапефі (hemet-netjer-bapef, ḥmt-nṯr bꜣ pf)
- Жриця Тьясепа (ḥmt-nṯr TA-sp)

### Шлюби
Під час правління Хеопса Хетепхерес ІІ вийшла заміж за свого брата, наслідного принца Каваба, з яким вона мала щонайменше одну дитину, дочку на ім'я Мересанх III. Після смерті свого першого чоловіка вона вийшла заміж за іншого свого брата, Джедефру, який пізніше став наступником Хеопса як цар Єгипту.
Вона овдовіла вдруге, коли помер Джедефра. Одруження її дочки Мересанх III з наступником її покійного другого чоловіка Хафрою зробило Хетепхерес ІІ тещею нового царя. Пізніше вона пережила Мересанх III. Знак її прихильності до Мересанх III можна побачити в тому факті, що Хетепхерес ІІ переобладнала власну мастабу на східному кладовищі Гізи в гробницю для використання її донькою. Сама Хетепхерес ІІ, ймовірно, була похована в гробниці G7350, хоча вона мала спільну гробницю зі своїм першим чоловіком Кавабом (G7110 і 7120 відповідно).
Хоча шлюби в царській родині були поширеним явищем, численні шлюби до такої міри не були звичайним явищем. Існує припущення, що її наступний шлюб з Джедефрою був почесним за своєю природою і укладений для того, щоб зберегти її становище при дворі. У другому шлюбі вона так і не народила спадкоємця престолу і ніколи не отримала титул матері короля.
Зрештою Хетепхерес померла на початку правління Шепсескафа, сина та наступника Мікерина, і, таким чином, була свідком правління принаймні п'яти, а можливо, і шести (якщо вона народилася під час правління Снофру) фараонів четвертої династії.

## Діти

### Діти Хетепхерес II і Каваба

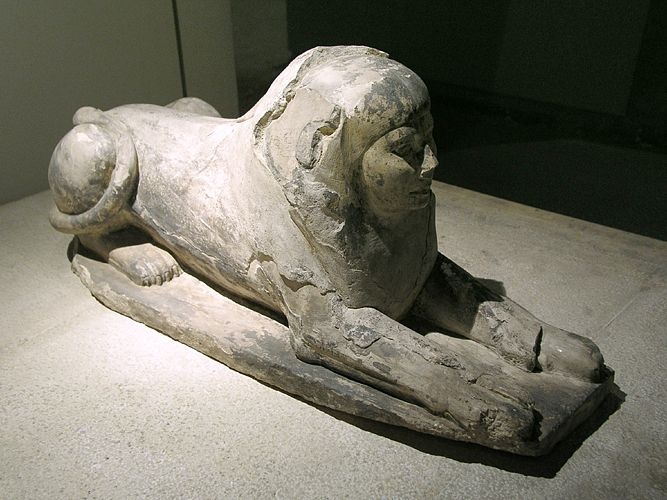
Хетепхерес II, зображена як сфінкс, можливо, перша, з піраміди Абу-Раваша Джедефре — Каїрський музей

- Дуаенгор | dwA | n | Hr | (Manuel de Codage: dwAnHr) — «Царський син свого тіла», «Супутник свого батька». Похований у G 7550[2].
- Каемсехем | kA | m | sxm | (Manuel de Codage: kAmsxm) — «Царський син», «Директор палацу». Дружину Каемсехема звуть Каапер | kA | a | p · r | (Мануель де Кодаж: kAapr). Він може бути батьком Равера та Мінхафа. Його могила була розташована в Гізі: G 7660.[2]
- Мінджедеф — «син царя його тіла», «наслідний принц», «скарбник царя Нижнього Єгипту» та ін. Його дружину звали Хуфу-анх. Його могила знаходиться в Гізі: G 7760.
- Мересанх III — дружина Хефри.[2]

### Діти Хетепхерес II і Джедефри
- Неферхетепес | nfr | Htp | s | (Manuel de Codage: nfrHtps) — Було припущено, що ця донька на ім'я Неферхетепес була матір'ю царя Усеркафа.